# Baga de Vall-llosera
La Baga de Vall-llosera és una petita obaga del terme municipal de Monistrol de Calders, al Moianès.
Està situada a prop de l'extrem oriental del terme, prop del límit tritermenal, amb Castellcir i Castellterçol. al nord-est de la masia de Rubió i al sud-oest de la de la Closella. És a l'esquerra del torrent de Vall-llosera, en el vessant septentrional de la Carena de la Baga.